# 아시아곧은엄니코끼리
아시아곧은엄니코끼리(Asian straight-tusked elephant)는 인도 아대륙의 플라이스토세 중기에서 플라이스토세 후기까지, 그리고 아시아의 다른 지역에서도 알려진 멸종된 선사 시대 코끼리 종이다. 이 종은 현존하는 어떤 코끼리보다 더 크게 자랐으며, 일부 저자들은 단편적인 유골을 통해 추정한 결과 가장 큰 육상 포유류라고 제안했지만, 이러한 추정치는 추측에 불과하다.

## 묘사
일부 권위자들은 역사적으로 아시아곧은엄니코끼리와 유럽에 사는 곧은엄니코끼리를 유사한 두개골 형태 때문에 같은 종으로 간주했다. 아시아곧은엄니코끼리는 다른 종의 팔라에올록소돈과 유사점을 공유하며, 이 종들은 이마 부위를 덮고 있는 뼈 (두정-후두엽 도가머리)가 크게 성장하여 머리를 지탱하는 데 사용되는 비장 근육을 고정시키는 역할을 했을 가능성이 높다. 이 구조는 암컷보다 수컷에서 더 발달되어 있다. 최근 연구에 따르면 아시아곧은엄니코끼리는 덜 견고한 (더 길쭉한) 사지 뼈와 더 튼튼한 두개골 (더 잘 발달된 두정-후두엽 도가머리 포함), 그리고 곧은엄니코끼리에서 발견되지 않는 눈구멍 뒤쪽 안와 영역에 눈물방울 모양의 함몰/우울이 존재함을 통해 곧은엄니코끼리와 구별될 수 있다고 제안했다. 다른 대형 팔레올록소돈 종들과 마찬가지로 아시아곧은엄니코끼리의 엄니도 비례적으로 컸지만, 완전한 엄니는 알려져 있지 않다. 한 부분 엄니는 길이가 3.66m이고, 완성되었을 때 무게가 120kg이 넘는 것으로 추정되었으며, 이는 기록된 가장 큰 아프리카코끼리 엄니보다 크다.

### 크기

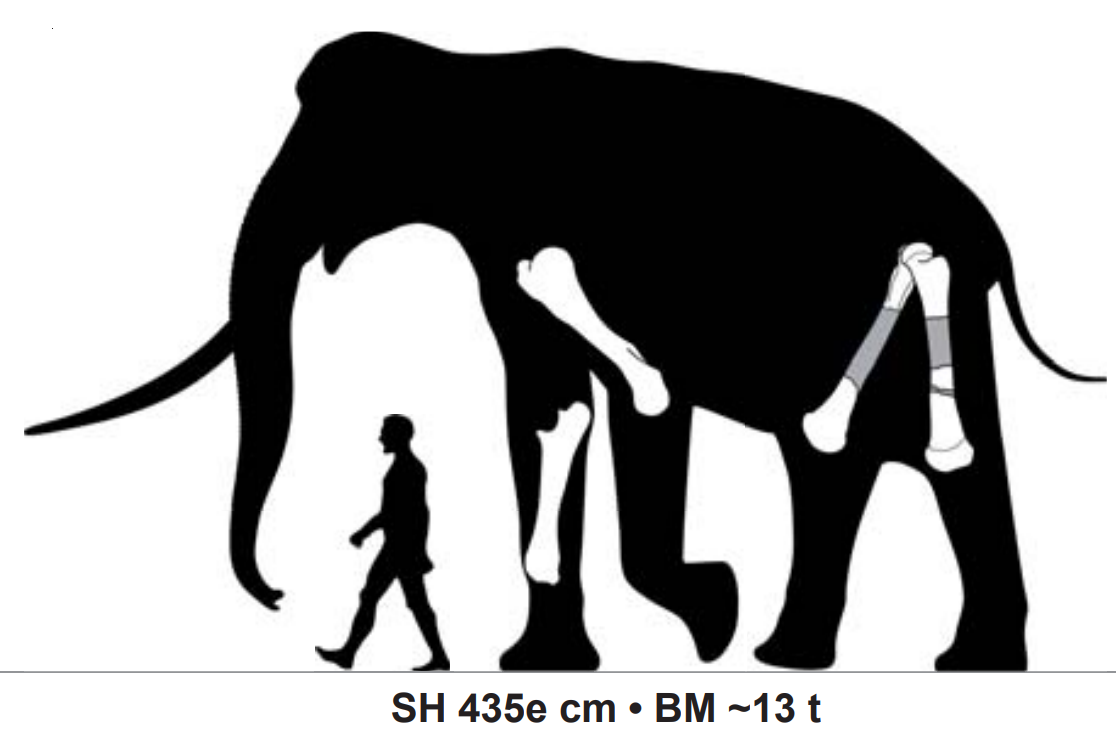
인간과 비교했을 때 높이가 4.35m로 추정되는 사가우니 1 표본의 크기 비교

살아있는 코끼리와 마찬가지로 아시아곧은엄니코끼리는 성적 이형성 동물로 여겨지며, 수컷이 암컷보다 훨씬 크다. 1905년 고다바리 계곡에서 발견된 아시아곧은엄니코끼리 수컷의 두개골은 성숙한 암컷 (NHMUK PV M3092, 이 종의 후모식 표본)보다 전체적으로 40% 더 크다.
아시아곧은엄니코끼리는 팔라에올록소돈 속에서 가장 큰 종이자 알려진 가장 큰 장비목 중 하나이며, 살아있는 코끼리보다 훨씬 크다. 2015년 아시에 라라멘디의 연구는 아시아곧은엄니코끼리와 다른 선사 시대 장비목의 크기를 추정하려고 시도했다. 성체 수컷의 단편 골격을 바탕으로 두 개의 대퇴골 (그 중 왼쪽 대퇴골은 1834년 발굴 당시 길이 1.6m로 측정됨), 왼쪽 울나와 오른쪽 상완골로 구성된 두 개의 대퇴골, 인도 마디아프라데시주 나르싱푸르구의 사가우니에서 라라멘디는 이 개체의 어깨 높이를 4.35m, 몸무게를 13t으로 추정했다.
1834년 사가우니 표본의 대퇴골을 설명하는 동일한 출판물에서 설명된 대퇴골의 단편적인 하부 부분은 이 대퇴골이 사가우니 표본의 대퇴골보다 거의 4분의 1 더 컸다고 명시되어 있다. 라라멘디는 이 대퇴골이 약 20% 더 크다고 가정하여 추정된 대퇴골 길이가 1.9m이고 어깨 높이가 5.2m, 체질량이 22t인 것으로 추정했다. 이 추정치가 맞다면 아시아곧은엄니코끼리는 크기가 파라케라테리움과를 훨씬 초과하는 역대 가장 큰 육상 포유류가 될 수 있다. 그러나 라라멘디는 표본을 찾을 수 없었기 때문에 이 추정치를 "소금 한 알로 신중하게 처리"해야 한다고 말했지만, 콜카타의 인도 박물관에 보관되어 있을 가능성이 있다고 추측했다.

## 생태학

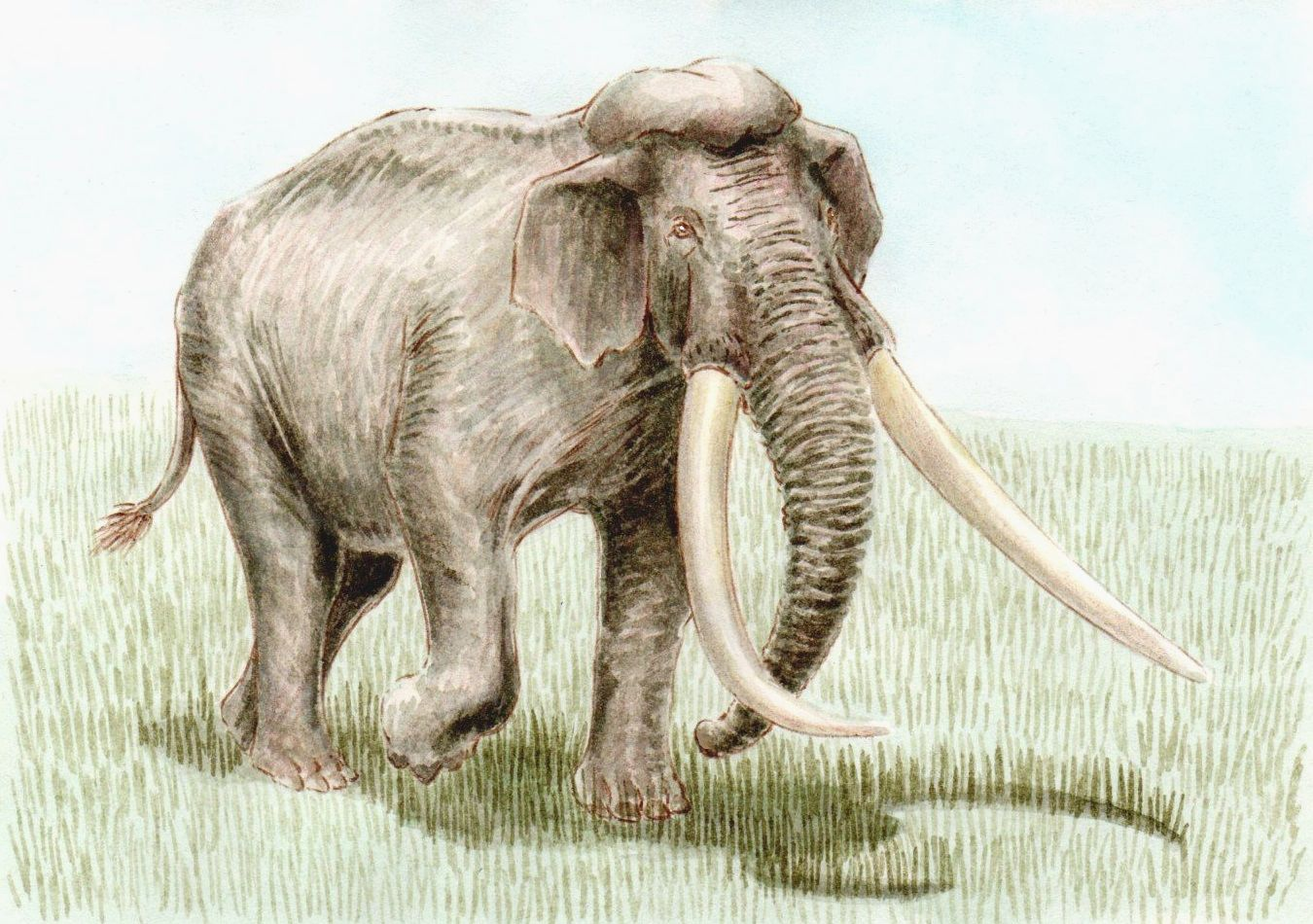
복원도

아시아곧은엄니코끼리의 화석은 나르마다강과 고다바리강, 인도-갠지스 평원을 포함한 북부 및 중부 인도 아대륙에서 발견되었다. 탄소와 산소의 안정적인 동위원소 비율과 치아의 형태에 근거하여, 아시아곧은엄니코끼리는 주로 C4 풀을 섭취한 것으로 추정되며, 다산강 유역에서 발견된 표본은 주로 C4 풀을 섭취한 것으로 추정된다. 이 종은 주로 개방된 초원 서식지에 서식한 것으로 추정된다. 이 아대륙에 도착한 것은 동시대 엘레파스 히수드리쿠스(Elephas hysudricus) (살아있는 아시아코끼리의 조상)의 식단이 방목 식단에서 연한 잎을 먹는 혼합 식단으로 변화한 것과 일치하며, 이는 틈새 분할의 결과일 가능성이 있다.